# بيل شانون
بيل شانون (بالإنجليزية: Bill Shannon)‏ هو راقص أمريكي، ولد في 1970 في ناشفيل في الولايات المتحدة.

## وصلات خارجية
- الموقع الرسمي